# Liste des châteaux des Landes
Cet article recense de manière non exhaustive les châteaux (de défense ou d'agrément), maisons fortes, mottes castrales, situés dans le département français des Landes. Il est fait état des inscriptions et classements au titre des monuments historiques.

## Liste
| Icône            | Signification    | Abréviations             | Abréviations                  | Abréviations             | Abréviations           |
| ---------------- | ---------------- | ------------------------ | ----------------------------- | ------------------------ | ---------------------- |
| Château fort     | Château fort     | = Bastide                | = Ferme fortifiée             | = Maison forte           | = (Néo-)Palladianisme  |
| Renaissance      | Renaissance      | = Château gascon         | = Folie (montpelliéraine)     | = Manoir, Gentilhommière | = Résidence épiscopale |
| Domaine viticole | Domaine viticole | = Classicisme, classique | = Forteresse, fort(ification) | = Maison (noble)         | = Style Beaux-Arts     |
| Palais           | Palais           | = Commanderie            | = Gothique (flamboyant)       | = Néo-baroque            | = Style Second Empire  |
| Ruine ou disparu | Ruine, disparu   | = Château pinardier      | = Hôtel particulier           | = Néo-classique          | = Style italianisant   |
|                  |                  | = Demeure seigneuriale   | ... = Style Louis XII...XVI   | = Néo-gothique           | = Style troubadour     |
|                  |                  | = Éclectisme             | = Logis (seigneurial)         | = Néo-Renaissance        | = Villa (de Nice)      |
| Baroque, rococo  | Baroque, rococo  | = Édifice religieux      | = Motte castrale/féodale      | = Pavillon de chasse     | = Styles du XXe siècle |

| Type                                               | Château                                  | Commune                  | Protection                                                  | Notes                                                        | Coordonnées                 | Illustration |
| -------------------------------------------------- | ---------------------------------------- | ------------------------ | ----------------------------------------------------------- | ------------------------------------------------------------ | --------------------------- | ------------ |
| Style Second Empire                                | Château d'Agès                           | Morcenx                  |                                                             | époque Napoléon III                                          | 44° 00′ 24″ N, 0° 53′ 27″ O |              |
| Classicisme, classique · Style Louis XIII          | Château d'Amou                           | Amou                     | Inscrit MH (2000) · Notice no PA00083921                    | XVIIe siècle                                                 | 43° 35′ 43″ N, 0° 44′ 43″ O |              |
| Classicisme, classique                             | Château d'Aon                            | Brocas                   |                                                             | XVIIe siècle                                                 | 44° 02′ 45″ N, 0° 32′ 04″ O |              |
| Maison forte                                       | Château d'Aon                            | Hontanx                  | Inscrit MH (1988) · Notice no PA00083955                    | XIIIe siècle, maison forte et sa chapelle                    | 43° 49′ 28″ N, 0° 16′ 15″ O |              |
|                                                    | Château d'Aranguiche                     | Sainte-Marie-de-Gosse    |                                                             |                                                              |                             |              |
|                                                    | Château d'Arcet                          | Montaut                  |                                                             |                                                              | 43° 44′ 23″ N, 0° 38′ 36″ O |              |
|                                                    | Château d'Argoubet                       | Arsague                  |                                                             |                                                              | 43° 35′ 10″ N, 0° 47′ 19″ O |              |
|                                                    | Château d'Artiguères                     | Benquet                  |                                                             |                                                              | 43° 49′ 46″ N, 0° 31′ 57″ O |              |
| Motte castrale ou féodale · Ruine ou disparu       | Château d'Aspremont                      | Peyrehorade              | Notice no IA40000187                                        | XIe et XIIIe siècles, château à motte                        | 43° 32′ 52″ N, 1° 06′ 01″ O |              |
| Maison (noble) · Domaine viticole                  | Château de Bachen                        | Duhort-Bachen            | Inscrit MH (1994) · Notice no PA00132532                    | XVIIIe siècle                                                | 43° 43′ 08″ N, 0° 18′ 06″ O |              |
| Classicisme, classique                             | Château de Bec du Gave                   | Port-de-Lanne            | Notice no IA40000210                                        | XVIIIe et XIXe siècles                                       | 43° 32′ 51″ N, 1° 11′ 34″ O |              |
|                                                    | Château de Behr                          | Gamarde-les-Bains        |                                                             |                                                              |                             |              |
| Néo-classique                                      | Château Bellegarde                       | Rion-des-Landes          |                                                             | XIXe siècle                                                  | 43° 56′ 01″ N, 0° 55′ 14″ O |              |
|                                                    | Château de Benauge                       | Renung                   |                                                             |                                                              | 43° 45′ 24″ N, 0° 21′ 46″ O |              |
| Ruine ou disparu                                   | Château de Bertheuil                     | Saint-Perdon             |                                                             | détruit en 2011                                              | 43° 52′ 17″ N, 0° 36′ 20″ O |              |
| Château fort · Ruine ou disparu                    | Château de Beyrie                        | Baigts                   |                                                             |                                                              | 43° 41′ 48″ N, 0° 46′ 42″ O |              |
| Manoir, gentilhommière                             | Château de Beyries                       | Beyries                  | Inscrit MH (2001) · Notice no PA40000035                    | XVIIe siècle                                                 | 43° 33′ 47″ N, 0° 39′ 07″ O |              |
| Maison (noble)                                     | Château de Biaudos                       | Biaudos                  | Notice no IA40000458                                        | XIXe siècle                                                  | 43° 33′ 18″ N, 1° 18′ 35″ O |              |
|                                                    | Château de Bordus                        | Sainte-Marie-de-Gosse    |                                                             |                                                              | 43° 32′ 55″ N, 1° 14′ 29″ O |              |
|                                                    | Château de Boucosse                      | Mugron                   |                                                             |                                                              | 43° 44′ 41″ N, 0° 46′ 23″ O |              |
| Renaissance · Domaine viticole                     | Château de Briat                         | Mauvezin-d'Armagnac      | Inscrit MH (1990) · Notice no PA00084024                    | XVIe et XVIIe siècles, XIXe siècle                           | 43° 57′ 35″ N, 0° 07′ 14″ O |              |
| Château fort · Ruine ou disparu                    | Château de Bruix                         | Clèdes                   |                                                             | XIIIe siècle                                                 | 43° 35′ 44″ N, 0° 22′ 42″ O |              |
| Maison (noble)                                     | Château de Camiade                       | Biarrotte                | Notice no IA40000449                                        | XVIIIe siècle                                                | 43° 33′ 44″ N, 1° 16′ 35″ O |              |
| Manoir, gentilhommière                             | Château de Campet                        | Campet-et-Lamolère       | Inscrit MH (1987) · Notice no PA00083933                    | XVIIe siècle                                                 | 43° 55′ 08″ N, 0° 37′ 32″ O |              |
| Renaissance                                        | Château de Candale                       | Doazit                   |                                                             | XVIe siècle                                                  | 43° 41′ 01″ N, 0° 39′ 37″ O |              |
| Style Beaux-Arts                                   | Château de Captan (Château de Galard)    | Audignon                 | Inscrit MH (1997) · Notice no PA40000013                    | XIXe siècle                                                  | 43° 43′ 51″ N, 0° 34′ 36″ O |              |
|                                                    | Château de Castandet                     | Castandet                |                                                             |                                                              | 43° 48′ 49″ N, 0° 21′ 07″ O |              |
|                                                    | Château de Castéra                       | Bonnegarde               |                                                             |                                                              | 43° 34′ 07″ N, 0° 43′ 00″ O |              |
| Styles xxe siècle                                  | Château de Castéra                       | Hinx                     | Inscrit MH (1997) · Notice no PA40000016                    | XXe siècle                                                   | 43° 42′ 24″ N, 0° 55′ 47″ O |              |
|                                                    | Château de Castets                       | Saint-André-de-Seignanx  |                                                             |                                                              | 43° 35′ 04″ N, 1° 23′ 06″ O |              |
| Style Louis XIII                                   | Château de Castillon                     | Arengosse                | Inscrit MH (1948) · Notice no PA00083923                    | XVIIe et XIXe siècles                                        | 44° 00′ 21″ N, 0° 47′ 47″ O |              |
| Château fort · Renaissance                         | Château de Caumale                       | Escalans                 | Inscrit MH (2002) · Notice no PA40000041                    | Moyen Âge, XVIe et XVIIe siècles, XIXe siècle                | 43° 59′ 00″ N, 0° 02′ 01″ E |              |
|                                                    | Château de Cauna                         | Cauna                    |                                                             |                                                              | 43° 46′ 52″ N, 0° 38′ 30″ O |              |
| Motte castrale ou féodale · Classicisme, classique | Château de Caupenne                      | Caupenne                 | Inscrit MH (1996) · Notice no PA40000005                    | Moyen Âge, XVIIe et XVIIIe siècles                           | 43° 41′ 01″ N, 0° 44′ 50″ O |              |
|                                                    | Château de Cère                          | Cère                     |                                                             | XVIIIe siècle                                                |                             |              |
|                                                    | Château Charles                          | Estibeaux                |                                                             |                                                              | 43° 36′ 02″ N, 0° 54′ 47″ O |              |
|                                                    | Château de Coudures                      | Coudures                 |                                                             |                                                              |                             |              |
|                                                    | Manoir de Drouilhet                      | Clèdes                   |                                                             |                                                              | 43° 37′ 14″ N, 0° 22′ 41″ O |              |
| Résidence épiscopale                               | Château Ducros                           | Saint-Pandelon           |                                                             | ancien château des évêques de Dax                            |                             |              |
|                                                    | Château d'Estignols                      | Aurice                   | Inscrit MH (1978) · Notice no PA00083925                    |                                                              | 43° 47′ 10″ N, 0° 35′ 17″ O |              |
| Manoir, gentilhommière                             | Château d'Estrac                         | Hastingues               | Notice no IA40000063                                        | XVIIe et XIXe siècles                                        | 43° 32′ 06″ N, 1° 08′ 56″ O |              |
|                                                    | Château de Fondat                        | Saint-Justin             | Inscrit MH (1999) · Notice no PA40000029                    |                                                              | 43° 59′ 05″ N, 0° 11′ 59″ O |              |
| Manoir, gentilhommière                             | Château Garanx                           | Pouillon                 |                                                             |                                                              | 43° 36′ 28″ N, 1° 01′ 04″ O |              |
|                                                    | Château de Gardera                       | Bélus                    | Inscrit MH (1996) · Notice no PA40000002                    | ou caverie de Villenave                                      | 43° 35′ 25″ N, 1° 06′ 20″ O |              |
|                                                    | Château de Gaube                         | Perquie                  |                                                             |                                                              | 43° 51′ 25″ N, 0° 13′ 49″ O |              |
|                                                    | Château de Gaujacq                       | Gaujacq                  | Classé MH (2002) · Notice no PA00083947                     |                                                              | 43° 37′ 58″ N, 0° 45′ 35″ O |              |
|                                                    | Château du Général Lamarque              | Saint-Sever              |                                                             |                                                              | 43° 45′ 32″ N, 0° 34′ 19″ O |              |
| Château fort                                       | Château de Hagetmau                      | Hagetmau                 |                                                             |                                                              |                             |              |
|                                                    | Château Haubardin                        | Saint-Pandelon           |                                                             |                                                              |                             |              |
|                                                    | Château d'Hercular                       | Saint-Pandelon           |                                                             |                                                              | 43° 40′ 16″ N, 1° 01′ 57″ O |              |
|                                                    | Château Herran                           | Saint-Pandelon           |                                                             |                                                              |                             |              |
|                                                    | Château du Hitau                         | Saint-André-de-Seignanx  |                                                             |                                                              |                             |              |
|                                                    | Château de Hon                           | Gamarde-les-Bains        |                                                             |                                                              | 43° 44′ 02″ N, 0° 51′ 23″ O |              |
| Ruine ou disparu                                   | Tuc de Houns                             | Saint-Paul-en-Born       |                                                             | motte castrale                                               | 44° 13′ 59″ N, 1° 10′ 53″ O |              |
|                                                    | Château de Jourdan                       | Escalans                 |                                                             |                                                              | 44° 00′ 57″ N, 0° 02′ 14″ E |              |
| Domaine viticole                                   | Château de Laballe                       | Parleboscq               |                                                             | ancienne propriété de l'écrivain et diplomate Fernand Laudet | 43° 55′ 14″ N, 0° 00′ 56″ E |              |
| Ruine ou disparu                                   | Château de Labrit                        | Labrit                   | Inscrit MH (1988) · Classé MH (1990) · Notice no PA00083961 |                                                              | 44° 05′ 52″ N, 0° 32′ 29″ O |              |
|                                                    | Donjon Lacataye                          | Mont-de-Marsan           | Inscrit MH (1942) · Notice no PA00083975                    |                                                              | 43° 53′ 32″ N, 0° 29′ 56″ O |              |
|                                                    | Château de Lacaze                        | Parleboscq               | Inscrit MH (1992) · Notice no PA00084031                    |                                                              | 43° 56′ 35″ N, 0° 02′ 03″ E |              |
|                                                    | Château Lafitte                          | Le Frêche                |                                                             |                                                              |                             |              |
|                                                    | Caverie de Lalanne                       | Saint-André-de-Seignanx  |                                                             |                                                              |                             |              |
|                                                    | Château de Lamothe                       | Pouillon                 |                                                             |                                                              | 43° 36′ 11″ N, 0° 59′ 40″ O |              |
|                                                    | Château Larrat                           | Saint-Martin-de-Hinx     |                                                             |                                                              |                             |              |
| Maison (noble)                                     | Château de Larunque                      | Saint-Laurent-de-Gosse   |                                                             | Construit vers 1870 par Xavier de La Croix de Ravignan       | 43° 32′ 04″ N, 1° 17′ 46″ O |              |
|                                                    | Château de Lataulade                     | Saint-Cricq-Chalosse     |                                                             |                                                              | 43° 39′ 19″ N, 0° 41′ 37″ O |              |
|                                                    | Château du Lau                           | Duhort-Bachen            | Inscrit MH (1992) · Classé MH (1997) · Notice no PA00084030 |                                                              | 43° 43′ 35″ N, 0° 20′ 27″ O |              |
|                                                    | Château de Laurens Castelet              | Benquet                  |                                                             |                                                              | 43° 50′ 01″ N, 0° 29′ 54″ O |              |
|                                                    | Château Laureta                          | Saint-Pandelon           |                                                             |                                                              |                             |              |
|                                                    | Château de Labeyrie                      | Gamarde-les-Bains        | « Photo », notice no AP22K002653                            |                                                              | 43° 43′ 25″ N, 0° 51′ 26″ O |              |
|                                                    | Château Linois de Prigny                 | Saint-Cricq-du-Gave      |                                                             |                                                              | 43° 32′ 02″ N, 1° 00′ 01″ O |              |
|                                                    | Château de Lobit                         | Saint-Maurice-sur-Adour  |                                                             |                                                              | 43° 47′ 33″ N, 0° 27′ 43″ O |              |
|                                                    | Château de Loubens                       | Hontanx                  |                                                             |                                                              | 43° 48′ 59″ N, 0° 15′ 01″ O |              |
|                                                    | Château du Loumaing                      | Lahosse                  |                                                             |                                                              | 43° 43′ 10″ N, 0° 48′ 04″ O |              |
|                                                    | Château de Loustauneau                   | Gabarret                 |                                                             |                                                              |                             |              |
|                                                    | Château de Lousteau                      | Gamarde-les-Bains        |                                                             |                                                              |                             |              |
|                                                    | Château de Marpaps                       | Marpaps                  |                                                             |                                                              | 43° 34′ 30″ N, 0° 40′ 34″ O |              |
|                                                    | Château de Marsan                        | Roquefort                |                                                             |                                                              | 44° 01′ 58″ N, 0° 19′ 27″ O |              |
|                                                    | Château de Mente                         | Cauneille                |                                                             |                                                              | 43° 32′ 46″ N, 1° 04′ 05″ O |              |
|                                                    | Château de Milleton                      | Gabarret                 |                                                             |                                                              | 43° 58′ 50″ N, 0° 00′ 29″ O |              |
|                                                    | Château de Momuy                         | Momuy                    |                                                             |                                                              | 43° 36′ 46″ N, 0° 38′ 25″ O |              |
|                                                    | Château Monbet                           | Saint-Lon-les-Mines      |                                                             |                                                              |                             |              |
|                                                    | Château Monplaisir                       | Biaudos                  |                                                             |                                                              | 43° 32′ 35″ N, 1° 19′ 35″ O |              |
|                                                    | Maisons fortes romanes de Mont-de-Marsan | Mont-de-Marsan           | Inscrit MH (1929) · Notice no PA00083980                    |                                                              | 43° 53′ 37″ N, 0° 30′ 02″ O |              |
|                                                    | Château de Montauzé                      | Saint-Martin-de-Hinx     |                                                             |                                                              | 43° 35′ 29″ N, 1° 16′ 32″ O |              |
|                                                    | Château de Montbron                      | Biscarrosse              |                                                             |                                                              | 44° 23′ 42″ N, 1° 10′ 09″ O |              |
|                                                    | Château de Montpellier-sur-Adour         | Saint-Laurent-de-Gosse   | Inscrit MH (1991) · Notice no PA00084026                    |                                                              | 43° 30′ 11″ N, 1° 17′ 58″ O |              |
|                                                    | Château de Montréal                      | Peyrehorade              | Inscrit MH (1947) · Notice no PA00083997                    | ou château d'Orthe                                           | 43° 32′ 38″ N, 1° 06′ 15″ O |              |
|                                                    | Château de Moré                          | Morcenx                  |                                                             |                                                              | 44° 01′ 29″ N, 0° 54′ 57″ O |              |
|                                                    | Château de Navailles                     | Dumes                    | aucune                                                      |                                                              | 43° 42′ 19″ N, 0° 35′ 10″ O |              |
| Château fort · Ruine ou disparu                    | Château de Nolibos                       | Mont-de-Marsan           |                                                             | Moyen Âge, détruit                                           | 43° 53′ 36″ N, 0° 29′ 54″ O |              |
|                                                    | Château de Pomiès                        | Perquie                  |                                                             |                                                              | 43° 52′ 52″ N, 0° 15′ 41″ O |              |
| Ruine ou disparu                                   | Château de Poudenx                       | Brassempouy              |                                                             | vestiges                                                     | 43° 38′ 02″ N, 0° 41′ 40″ O |              |
| Ruine ou disparu                                   | Château de Poudenx                       | Saint-Cricq-Chalosse     |                                                             |                                                              | 43° 39′ 13″ N, 0° 41′ 07″ O |              |
|                                                    | Château du Pouy                          | Saint-Martin-de-Hinx     |                                                             |                                                              | 43° 35′ 16″ N, 1° 14′ 56″ O |              |
| Ruine ou disparu                                   | Château de Poyaller                      | Saint-Aubin              | Inscrit MH (1996) · Notice no PA40000009                    |                                                              | 43° 43′ 01″ N, 0° 44′ 05″ O |              |
|                                                    | Château de Poyanne                       | Poyanne                  | Classé MH (1957) · Notice no PA00084000                     |                                                              | 43° 45′ 26″ N, 0° 48′ 53″ O |              |
|                                                    | Château du Prada                         | Labastide-d'Armagnac     | Inscrit MH (1984) · Notice no PA00083959                    |                                                              | 43° 58′ 06″ N, 0° 11′ 07″ O |              |
|                                                    | Château Le Prada                         | Saint-Lon-les-Mines      |                                                             |                                                              | 43° 36′ 59″ N, 1° 07′ 43″ O |              |
|                                                    | Château de Prous                         | Montgaillard             |                                                             |                                                              | 43° 45′ 54″ N, 0° 29′ 01″ O |              |
|                                                    | Château d'Oro                            | Saugnac-et-Cambran       |                                                             |                                                              | 43° 40′ 13″ N, 0° 58′ 59″ O |              |
|                                                    | Château du Rau                           | Gamarde-les-Bains        |                                                             |                                                              |                             |              |
|                                                    | Château de Ravignan                      | Perquie                  | Inscrit MH (1948) · Notice no PA00083996                    |                                                              | 43° 52′ 32″ N, 0° 17′ 00″ O |              |
|                                                    | Château Robert                           | Montgaillard             |                                                             |                                                              | 43° 45′ 43″ N, 0° 29′ 30″ O |              |
|                                                    | Château de Rochefort-Lavie               | Belhade                  | Inscrit MH (2001) · Notice no PA40000034                    |                                                              | 44° 22′ 38″ N, 0° 42′ 02″ O |              |
|                                                    | Château de La Roque                      | Ondres                   |                                                             |                                                              | 43° 33′ 34″ N, 1° 27′ 41″ O |              |
|                                                    | Château Rouge                            | Gabarret                 |                                                             |                                                              |                             |              |
|                                                    | Château de Routger                       | Sainte-Marie-de-Gosse    |                                                             |                                                              |                             |              |
|                                                    | Château de Saint-Jean de la Castelle     | Duhort-Bachen            |                                                             |                                                              | 43° 44′ 29″ N, 0° 18′ 45″ O |              |
|                                                    | Château de Saint-Martin                  | Pouillon                 |                                                             |                                                              | 43° 37′ 10″ N, 0° 59′ 18″ O |              |
|                                                    | Château de Saint-Martin-de-Seignanx      | Saint-Martin-de-Seignanx | Inscrit MH (1994) · Notice no PA00132750                    |                                                              | 43° 32′ 51″ N, 1° 23′ 21″ O |              |
|                                                    | Château de Saint-Maurice-sur-Adour       | Saint-Maurice-sur-Adour  |                                                             |                                                              | 43° 46′ 56″ N, 0° 27′ 48″ O |              |
|                                                    | Château de Saint-Vidou                   | Le Frêche                |                                                             |                                                              | 43° 54′ 57″ N, 0° 14′ 18″ O |              |
| Manoir, gentilhommière                             | Château Sordet                           | Pouillon                 |                                                             |                                                              | 43° 36′ 32″ N, 0° 59′ 13″ O |              |
|                                                    | Gentilhommière de Sorey                  | Saint-Martin-de-Hinx     |                                                             |                                                              |                             |              |
|                                                    | Château du Souilh                        | Duhort-Bachen            | Inscrit MH (1992) · Notice no PA00084032                    |                                                              | 43° 43′ 18″ N, 0° 19′ 43″ O |              |
|                                                    | Château du Souquet                       | Lesperon                 |                                                             |                                                              | 43° 57′ 48″ N, 1° 03′ 37″ O |              |
|                                                    | Château de Soustra                       | Gamarde-les-Bains        |                                                             |                                                              | 43° 44′ 27″ N, 0° 52′ 50″ O |              |
|                                                    | Maison forte de Tampouy                  | Le Frêche                | Inscrit MH (2009) · Notice no PA40000072                    |                                                              | 43° 54′ 40″ N, 0° 15′ 55″ O |              |
|                                                    | Château d'Uza                            | Uza                      | Inscrit MH (2004) · Classé MH (1981) · Notice no PA40000053 |                                                              | 44° 02′ 09″ N, 1° 12′ 07″ O |              |
|                                                    | Château du Vignau                        | Le Vignau                |                                                             |                                                              | 43° 46′ 43″ N, 0° 17′ 35″ O |              |
|                                                    | Château de Villandraut                   | Tilh                     |                                                             |                                                              | 43° 34′ 34″ N, 0° 51′ 07″ O |              |
|                                                    | Château Woolsack                         | Mimizan                  |                                                             |                                                              | 44° 13′ 35″ N, 1° 13′ 11″ O |              |